# Paphiopedilum gigantifolium
Paphiopedilum gigantifolium là một loài thực vật có hoa trong họ Lan. Loài này được Braem, M.L.Baker & C.O.Baker mô tả khoa học đầu tiên năm 1997.